# Catrinel Menghia
Catrinel Menghia, conocida también como Catrinel Marlon (Iași, 1 de octubre de 1985), es una modelo, actriz, productora, escritora y cineasta rumana, reconocida por sus apariciones en la publicación anual Sports Illustrated Swimsuit Issue en 2006 y 2009 y por ser la imagen de Giorgio Armani a nivel mundial. A los 16 años, Menghia finalizó en el tercer lugar en la competencia organizada por Ford Models "Supermodel of Romania" y recibió el premio de "Mejor modelo de Rumania" en 2002. A los 17 años apareció en un vídeoclip de la banda rumana Krypton. También por ese entonces firmó un contrato con la agencia Major Model Management en Milán. Ha aparecido en las páginas de las revistas Maxim, FHM y Fitness y ha realizado campañas publicitarias para clientes notables como Fiat y Giorgio Armani.

## Vida personal
Menghia estuvo casada con el futbolista italiano Massimo Brambati. Actualmente vive en Nueva York y tiene un contrato con la agencia de talentos Next Management.
A finales de 2019 tuvo a su primer hijo producto de su matrimonio con Massimiliano di Lodovico, un productor de cine italiano.
En noviembre del 2021 publicó un libro autobiográfico donde cuenta su vida, desde su nacimiento en Iasi hasta convertirse en una supermodelo de fama mundial.

## Carrera
En 2012 rueda su primera película italiana, llamada La ciudad ideal, la cual fue estrenada en el siguiente Festival de Venecia.
Su debut en inglés ocurrió en la serie CSI: Crime Scene Investigation, donde interpretó a Elisabeta, la prometida de uno de los investigadores forenses. Apareció en 3 episodios de la serie.
En 2014 rueda dos películas importantes; la primera llamada Leone del Basilico (rodada en rumano) y la segunda una coproducción italiana-británica llamada El cuento de los cuentos, donde actuó junto a Salma Hayek, Vincent Cassel y Toby Jones.
En 2015 rueda la película Loro Chi?, una comedia junto a Marcos Galliani.
En 2016 rueda La machinazione, sobre la figura de Pier Paolo Pasolini.
En 2017 aparece como recurrente en la serie La porta rossa en el papel de Henke.
En 2019 protagoniza la aclamada película rumana rodada en las Islas Canarias llamada La Gomera. Esta cinta fue muy bien recibida por la crítica en los festivales de cine de Venecia y Cannes.
En 2021 estrena la película Tutti per 1-1 per tutti, donde comparte créditos con el actor Pierfrancesco Favino.

## Filmografía

### Cine
| Título                       | Rol                    | Director(a)        | Fecha |
| ---------------------------- | ---------------------- | ------------------ | ----- |
| Ossa                         | N/a                    | Catrinel Mebghia   | 2022  |
| Tutti Per uno- Uno per Tutti | Zingara                | Giovani Veronessi  | 2020  |
| La Gomera                    | Gilda                  | Corneliu Porimberu | 2019  |
| La Machinazzione             | Actriz                 | David Grieco       | 2016  |
| Loro Chi                     | Ellen                  | Fabio Boniffaci    | 2015  |
| Tale of Tales                | Segunda dama de honor. | Matteo Garrone     | 2015  |
| L errore                     | Catrinel               | Brandon De Sica    | 2015  |
| Leone nel Basilico           | julieta                | Leon Pompucci      | 2014  |
| Tree Tochi                   | Catrinel               | Marco Risi         | 2014  |
| La Citta Ideale              | Alexandra              | Luigi Lo Cascio    | 2012  |
| Tuti Il Rumore Del Mare      | Aylena                 | Federico Bruggia   | 2012  |

### Televisión
| Título                        | Rol        | Episodios | Fecha |
| ----------------------------- | ---------- | --------- | ----- |
| Inspector Coliandro           | Ambra      | 1         | 2017  |
| The Red Door                  | Helke      | 12        | 2017  |
| Donne                         | Ines       | 1         | 2016  |
| CSI:Crime Scene Investigation | Elisabetta | 3         | 2013  |
| Un Passo dal cielo            | Anya       | 1         | 2012  |

## Libros
- Yo no tenía ojos azules: Historia de una niña que nunca dejaba de saltar obstaculos (autobiografía). Newton Compton. Roma, 2021.[14]